# Anton Kuyperkron
Anton Kuyperkron, Anthon Cuypercrona, Cuyper (ur. 1631 w Gdańsku, zm. 1 sierpnia 1688 w Gdańsku) – gdański kupiec i dyplomata szwedzki.
Pochodzenia holenderskiego. Rodzicami byli: kupiec Anthonis de Cuyper (1603-1678) i Susanna von Eemsen. W latach 1655–1659 Anton przebywał w Elblągu, następnie powrócił do Gdańska, gdzie na wniosek ze współprowadzącego ze strony szwedzkiej rozmowy pokojowe w Oliwie Magnusa Gabriela De la Gardie, mianowano go komisarzem Szwecji w Gdańsku (1661-1686). Za swoje dokonania został przez władze szwedzkie uszlachcony (1676). Pochowany 9 sierpnia 1688 w kościele Piotra i Pawła w Gdańsku.
Komisarzem Szwecji w Gdańsku był też jego syn Peter Kuyperkron (1650-1711).